# William C. de Mille
William Churchill de Mille (ur. 25 lipca 1878 w Waszyngtonie, zm. 8 marca 1955, Los Angeles) – amerykański scenarzysta i reżyser pochodzenia żydowskiego, brat reżysera Cecila B. DeMille’a.

## Filmografia
scenarzysta
- 1914: Cameo Kirby
- 1915: The Explorer
- 1918: We Can’t Have Everything
- 1939: Captain Fury

reżyser
- 1914: The Only Son
- 1917: Sekretna gra
- 1921: What Every Woman Knows
- 1928: Żona Craiga
- 1935: Widow's Might

## Wyróżnienia
Posiada swoją gwiazdę na Hollywoodzkiej Alei Gwiazd.